# L'anello/Innamorata di te
L'anello/Innamorata di te è un singolo della cantante italiana Nada, pubblicato dalla  RCA Talent nel 1969.
Sia il lato A che il lato B del disco hanno partecipato a Canzonissima 1969.
Il lato A del disco è contenuto nell'album  Io l'ho fatto per amore del 1970.

## Tracce
1. L'anello (testo di Franco Migliacci; musica di Alberto Lucarelli e Roberto Righini) - 3:24
2. Innamorata di te (testo e musica di Claudio Mattone) - 2:50